# Johann Jakob Kaup
Johann Jakob Kaup (10. dubna 1803 Darmstadt - 4. července 1873 Darmstadt) byl německý paleontolog, zoolog, ornitolog a přírodovědec, zastánce přírodní filozofie a myšlenky jistého skrytého matematického řádu v přírodě. Proslul zejména jako badatel na poli paleontologie, když vědecky popsal velké množství fosilních druhů obratlovců (zejména ryb, obojživelníků, plazů a savců). V některých ohledech se ale mýlil, například když zcela odmítl Darwinovu myšlenku evoluce přírodním výběrem. V roce 1834 nazval skupinu druhohorních létajících plazů ptakoještěři. V roce 1854 zakoupil fosilii mastodonta objeveného již roku 1799 na území Orange County v New Yorku. Jednalo se o jednu z prvních zrekonstruovaných koster vyhynulého živočicha vůbec.